# Набт
Набт (набте, набде) — язык группы гур в составе нигеро-конголезских языков. Входит в западную подгруппу оти-вольтийской группы северной подветви центральной ветви языков гур. На языке набт говорит народ набдам на северо-востоке Ганы, к северу от талленси (Верхняя Восточная область) и в пограничных районах Буркина-Фасо.